# Gigolo Aunts
Gigolo Aunts — американская пауэр-поп-группа, основанная в 1981 году в городе Потсдам (штат Нью-Йорк). Первое время коллектив носил название «Sniper», но в 1986 году был переименован в Gigolo Aunts (после песни Сида Барретта) и переехал в Бостон (штат Массачусетс). Наибольший коммерческий успех группе принесла песня «Where I find my heaven» с альбома «Flippin' out», которая попала в саундтрек кинокомедии «Тупой и ещё тупее», а также была добавлена в ситуационную комедию «Game on». Кроме того, песня «Little wild one» стала частью звукового сопровождения фильма «То, что ты делаешь!».

## Альбомы
1987 — Better than fish (демозапись)

1988 — Everybody happy

1990 — Tales from the vinegar side

1993 — Full-on bloom (мини-альбом)

1994 — Flippin' out

1997 — Learn to play guitar (мини-альбом)

1999 — Minor chords and major themes

1999 — Everyone can fly (мини-альбом)

2000 — The one before the last

2002 — Pacific ocean blues (первоначально вышел в Испании и Японии, в США появился только в 2003 году)

## Синглы
1991 — Bloom (ограниченный тираж)

1992 — I am the cosmos

1992 — Cope

1993 — Gun

1994 — Mrs. Washington

1995 — Where I find my heaven

1999 — Everyone can fly

1999 — The big lie

2000 — The girl from yesterday (издавался только в Испании)

## Сборники
1998 — Where I find my heaven — The singles album